# Nakuru
Nakuru é uma cidade do Quênia capital da província Vale do Rifte. Foi nesta cidade que foi assinado o Acordo de Nakuru.